# میکروپدیا

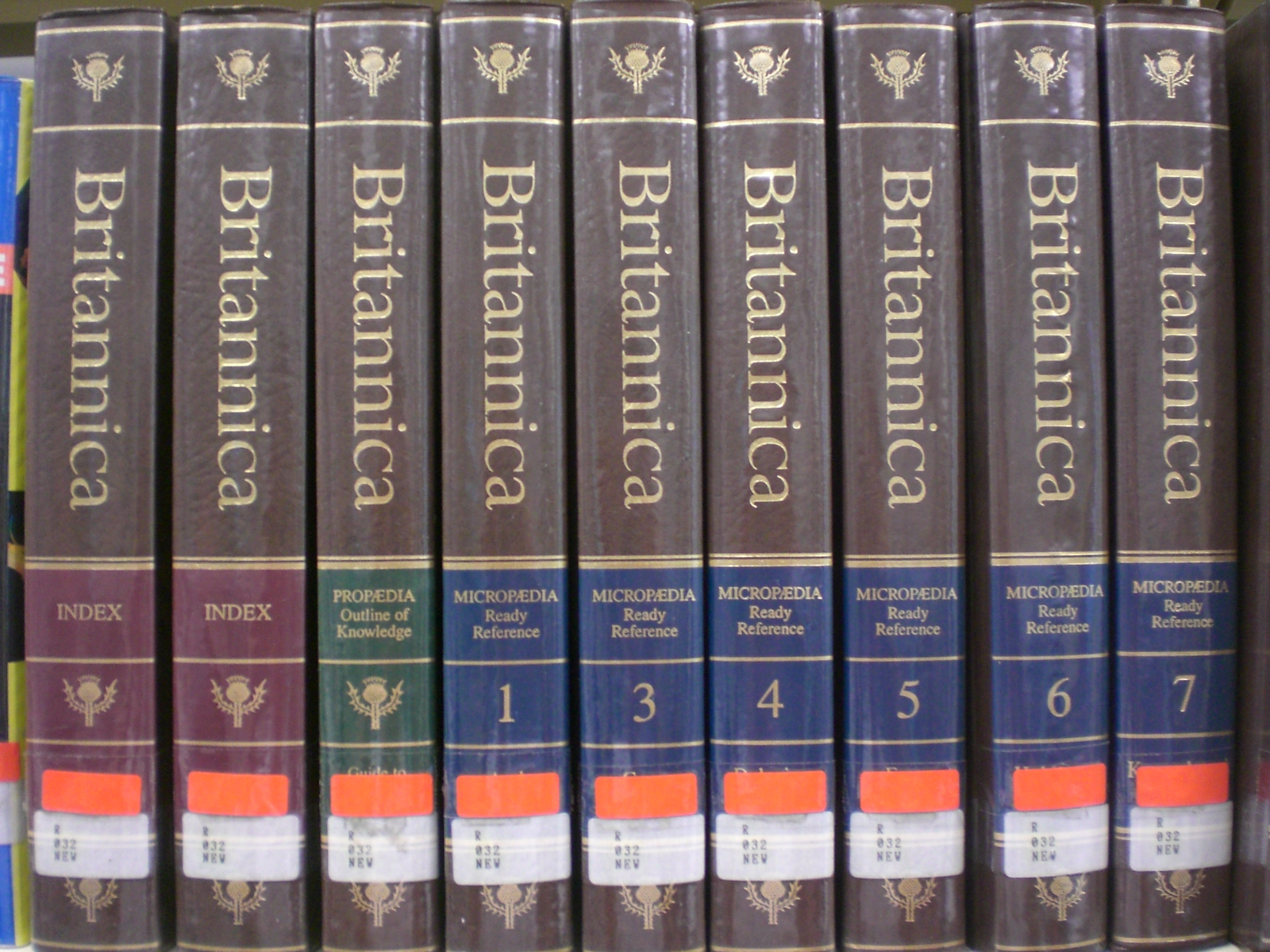
Micropædia volumes

مجموعهٔ ۱۲ جلدی میکروپدیا (به انگلیسی: Micropædia)، یکی از سه بخش نسخهٔ پانزدهم دانشنامه بریتانیکا است. دو بخش دیگر را یکی ۱ جلدی پروپدیا و دیگری را مجموعهٔ ۱۷ جلدی ماکروپدیا تشکیل می‌دهد.
نام میکروپدیا نوواژه‌ای است که از واژه‌های «کوچک» و «آموزش» در زبان یونانی باستان توسط مورتیمر ادلر رقم زده شده‌است. بهترین برگردان فارسی شاید «درس‌های کوتاه» باشد.
در سال ۱۹۷۴ میکروپدیا در ۱۰ جلد با دربرگیری ۱۰۲٬۲۱۴ مقالهٔ کوتاه؛ که در مورد همهٔ آن‌ها داشتن کمتر از ۷۵۰ واژه یکسره رعایت شده‌بود، معرفی شد. این محدودیت در سازماندهی دوباره و گستردهٔ نسخه ۱۵ آسان گرفته شد؛ بسیاری از مقاله‌ها در هم ادغام و فشرده‌تر گردیدند، و در نتیجه نسخه ۱۵ دانشنامه بریتانیکا دارای نزدیک به ۶۵٬۰۰۰ مقاله در ۱۲ جلد است. با این حال، هنوز هم محدودیت ۷۵۰ واژه در بسیاری از مقاله‌ها رعایت شده؛ بیشتر مقاله‌ها تنها یک تا دو پاراگراف هستند. با این حال، چند مقاله طولانی‌تر دیگر را در میکروپدیا ۲۰۰۷؛ مانند ورود اینترنت، می‌توان یافت که تا یک صفحه کامل حجم آن‌هاست.
با تنها کمی استثنا؛ (کمتر از ۳ درصد)، حدود ۶۵٬۰۰۰ مقالهٔ میکروپدیا، به‌هیچ منبع کتاب‌شناسی و هیچ نام مشارکت‌کننده اشاره نمی‌کند. میکروپدیا در درجهٔ اول برای چک کردن سریع حقیقت و به عنوان یک راهنما برای ۷۰۰ مقالهٔ دیگر ماکروپدیا در نظر گرفته‌شده، [۲] که آن‌ها دارای نام نویسندگان و کتابشناسیِ مشخص هستند.